# Refil Björnsson
Pour les articles homonymes, voir Björnsson.
Refil Björnsson, prince suédois du IXe siècle, issu de la dynastie de Munsö.
Refil Björnsson est un fils cadet du mythique roi Björn Ier Ironside et frère du roi  Éric II Björnsson. Il est mentionné dans la Nafnaþulur et selon la Saga de Hervor et du roi Heidrekr; c'est un « Roi de la mer ». Il laisse un fils Éric III Refilsson qui succède à son oncle. 